# Megadenia
Megadenia là chi thực vật có hoa trong họ Cải.